# Galerina subbadipes
Galerina subbadipes är en svampart som beskrevs av Huijsman 1955. Galerina subbadipes ingår i släktet Galerina och familjen Strophariaceae.   Inga underarter finns listade i Catalogue of Life.